# Clube de Futebol Vasco da Gama
El Clube de Futebol Vasco da Gama es un club de fútbol portugués, situado en la ciudad de Vidigueira, distrito de Beja. Fue fundado en 1945 y el actual presidente es António Galvão.

## Ligas
- 2005-2006 - El fútbol del club Vasco da Gama, completó la primera división del distrito de Beja Asociación de Fútbol , que terminó en séptimo lugar con 36 puntos.
- 2005-2006 - El fútbol del club Vasco da Gama fue el trofeo de campeón en el distrito de Beja, en la final para ganar Moura Athletic Club por 2-1 en un partido disputado en el complejo deportivo Fernando Mamede, en Beja.

## Estadio
Disputa sus partidos en casa en el Estádio José António Pinto Guerreiro, en el pueblo de Vidigueira que tiene una capacidad para 5.000 espectadores.

## Fabricante de artículos deportivos
La equipo es de marca del equipo Macron. Sus colores son blanco, verde y negro.

## Patrocinio
El club de fútbol Vasco da Gama está patrocinado por el Melius Cine.

## Palmarés
- Primera División de Beja: 3

2017/18, 2021/22, 2024/25